# Wellington Saci
Wellington Aleixo dos Santos, mais conhecido como Wellington Saci, ou simplesmente Saci (Belém, 5 de janeiro de 1985), é um ex-futebolista brasileiro que atuava como lateral-esquerdo e meio-campista. 

## Carreira
O jogador se destacou defendendo o Remo em 2007, mas foi rebaixado com o clube paraense para a Série C. Seu último clube foi o Itumbiara. Wellington Saci disputou também o Campeonato Mineiro do Módulo II em 2006 defendendo o Extrema só que com o apelido de Pará. Após ele não ter intimidade com a bola, ele jogou no Corinthians
Wellington foi oferecido à diretoria do Corinthians na estreia da Copa do Brasil contra o Barras do Piauí, jogo que ocorreu no Serra Dourada, em Goiânia. Na ocasião, o diretor técnico, Antônio Carlos, admitiu a oferta, mas não pareceu entusiasmado.
O jogador assinou contrato de quatro temporadas com o Timão e jogou com a camisa 34. Com as inscrições encerradas para o Campeonato Paulista, o reforço estreou somente na Série B do Campeonato Brasileiro, que começou em maio.
No dia 13 de julho de 2009, foi acertado seu empréstimo ao Atlético Mineiro até maio de 2010. Depois, teve passagem pelo Goiás e no fim de dezembro, Wellington foi anunciado pelo Sport como reforço para a temporada de 2011.
Depois de conseguir o objetivo de levar o Sport a primeira divisão, o jogador assinou com outro rubro-negro, o Vitória para a temporada 2012. No clube baiano, Wellington não agradou a torcida e tampouco a diretoria, sendo devolvido ao Corinthians no mês de julho. Dias depois, o jogador acertou um novo empréstimo com o Atlético Paranaense para a disputa da Série B, marcou um gol logo na sua estreia com a camisa do Furacão, porém após uma lesão, em seu retorno já havia perdido a posição para Pedro Botelho, um dos destaques do time paranaense, e não conseguiu se firmar na posição. No final de 2012 não teve seu contrato renovado com o Atlético Paranaense. Em 2013 chegou a negociar com o Paysandu, porém o Figueirense foi o destino do jogador, que mais uma vez disputou o Brasileiro da Série B e levou o clube para série A do ano seguinte.
No início de 2014 assinou contrato com o Joinville até o fim da temporada.
Após se tornar reserva na temporada de 2015, Wellington Saci acertou com o CRB até o final de 2015.
Acertou com o Criciúma para a temporada de 2016.
No segundo semestre de 2019, acertou com o Tamandaré para disputar a primeira divisão do campeonato amador de Joinville. Pelo clube, foi campeão da principal competição da Liga Joinvilense de Futebol.
Em 2020, atuou novamente pelo Joinville.
Em fevereiro de 2021, acertou com o Itumbiara para a disputa do Campeonato Goiano. Em agosto do mesmo ano, retornou ao futebol amador de Joinville, onde atuou pelo Chico Mendes.

## Pós aposentadoria
Em janeiro de 2023, acertou com a Portuguesa F7.

## Títulos
Itumbiara
- Campeonato Goiano: 2008

Corinthians
- Campeonato Brasileiro - Série B: 2008
- Campeonato Paulista: 2009
- Copa do Brasil: 2009

Joinville
- Campeonato Brasileiro - Série B: 2014

## Prêmios individuais
Itumbiara
- Melhor jogador do Campeonato Goiano: 2008

Joinville
- Craque do Campeonato Catarinense: 2014